# Opatství Floreffe
Opatství Floreffe byl  premonstrátský klášter a nekropole Lucemburků ve Valonsku v Belgii, založené roku 1121 a zrušené roku 1801. Dosud trvá pivovar s pivem téže značky. 

## Historie

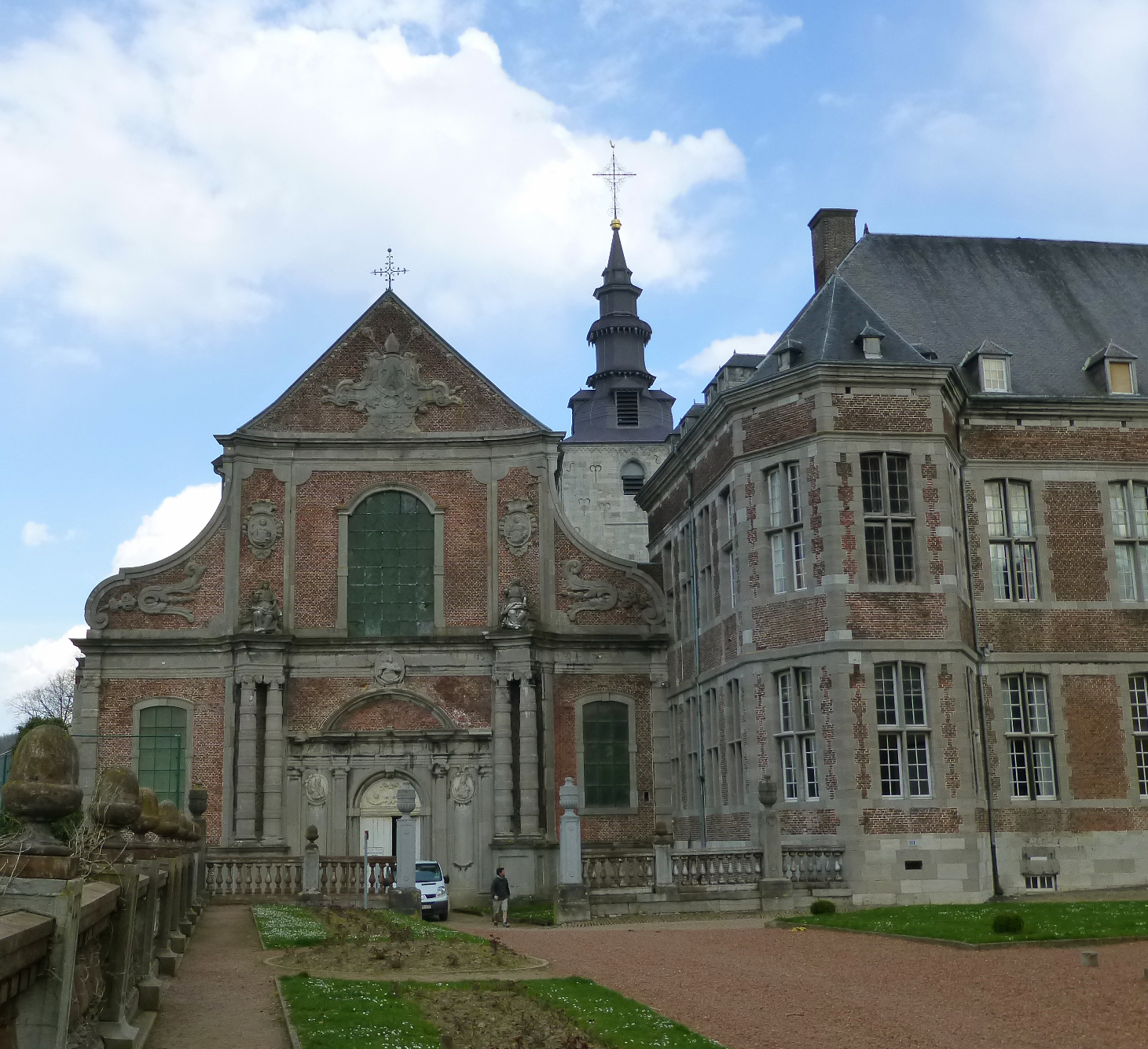
Bývalý kostel opatství

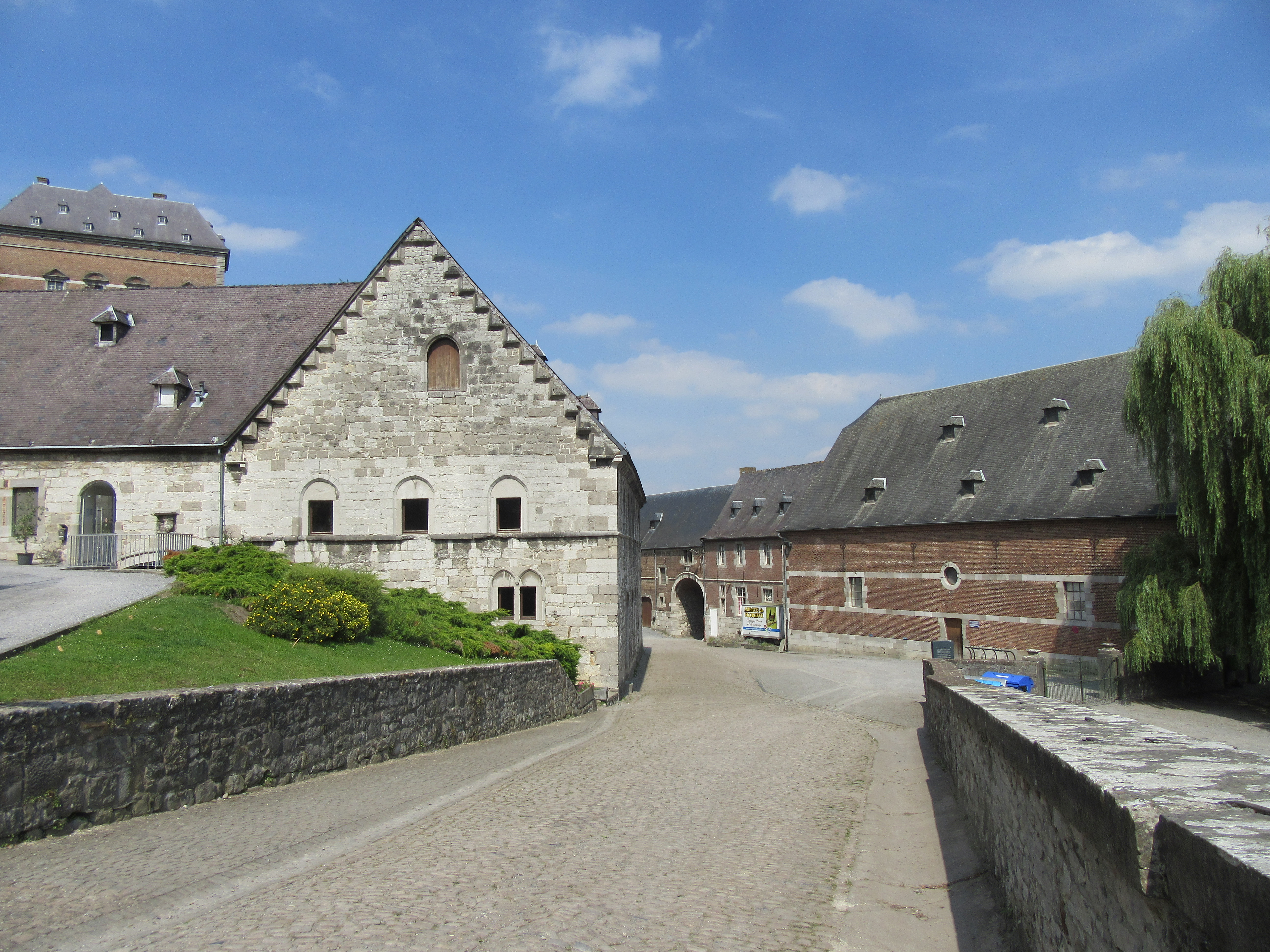
Hospodářské budovy a pivovar

V roce 1121, rok po založení řádu premonstrátů, se jeho zakladatel Norbert z Xantenu společně s hrabětem Gottfriedem z Namuru a jeho manželkou Ermesindou při cestě do Kolína nad Rýnem rozhodli, že založí druhý řádový klášter ve vesnici Floreffe.
Darovací smlouvu na kostel a opatství fundátoři podepsali 27. listopadu roku 1121, takže se Floreffe v chronologii řádových klášterů stalo druhým opatstvím. Sám Norbert položil základní kámen kostela, který měl být pojmenován Salve, a pro opatství byl vybrán titul Flos Mariae, to je Květ panny Marie.
Podle análů opatství měl Norbert během mše vidění, že kapka Kristovy krve dopadla na paténu. Na jeho otázku přítomný jáhen zázrak potvrdil. Oltář, u kterého tehdy Norbert sloužil mši, se ve Floreffe dosud dochoval.
Prvním opatem byl jmenován Richard, jeden z prvních bratří sv. Norberta. Druhý opat Almaric, byl papežem Inocencem II. poslán hlásat evangelium do Palestiny. Do Svaté země ho doprovázeli další bratři z Floreffe. V roce 1137 tam založili opatství svatého Habakuka. 
Filip, hrabě z Namuru, věnoval šestému opatovi Wericovi částečku z Kristova kříže, kterou získal od svého bratra Baluina I., vládce Konstantinopole. Záznamy análů z let 1204 a 1254 zaznamenaly, že krev z relikvie kapala ve svátek Povýšení kříže, za přítomnosti duchovenstva i velkého davu věřících. V době zrušení kláštera byla relikvie přenesena do bezpečí a po letech vrácena, když kanovníci vyhnaní z Francie získali starý augustiniánský klášter v Bois-Seigneur-Isaac.
Z opatství Floreffe byly založeny další kláštery, například Postel v Mol-Postel v roce 1138, v Leffe v roce 1152 a ve Wenau v roce 1122. Roku 1135 osídlili premonstráti na žádost trevírského biskupa opatství Römmersdorf, který předtím opustili benediktini. V 17. století byly budovy kostela a opatství přestavěny v barokním slohu.
V roce 1801 byl klášter zrušen a klášterní poklad rozprodán v dražbě.

## Památky
- Kostel, klášter, škola, sladovna a pivovar se značkou světlého ležáku Floreffe blonde trvají dodnes.
- Z klášterního pokladu se dochoval nejcennější předmět, stříbrný gotický oltářík z klasického gotického období po roce 1251. Zakoupilo ho muzeum Louvre v Paříži.[1]

## Pohřby v klášterním kostele
- Ermesinda Lucemburská († 1143)
- Hrabě Jindřich IV. Lucemburský.